# Sibylle Rauch
Sibylle Rauch (Múnich, 14 de junio de 1960) es una actriz pornográfica, modelo erótica y actriz alemana.

## Carrera
Se dio a conocer por primera vez cuando fue la Playmate del mes de junio en la edición alemana de Playboy en 1979. Su tarifa por el rodaje fue de 5000 marcos alemanes. Comenzó su carrera en la industria en 1980, cuando tenía 20 años. Sus primeras producciones, de temática softcore, fueron Laß laufen, Kumpel o Laß jucken, Kumpel. Alcanzó la cima de su fama a través de apariciones en cuatro entregas de la serie Eis am Stiel con Zachi Noy. En la década de 1980, Rauch era considerada un símbolo sexual alemán, apareciendo en la portada de la revista erótica británica Mayfair (1983) y se rodeó de celebridades de la multitud de Múnich. En 1982, Rauch lanzó So Long, Goodbye / Playmate, debutando como cantante.
En 1987 se pasó a la industria del hardcore tras una oferta de Teresa Orlowski, donde apareció en más de 20 videos como Private Moments y Sisters in Love. En esta última producción se la vio junto a su hermana Sylvie Rauch. Por cada jornada de rodaje cobraba un salario de 3500 marcos. A principios de la década de 1990, se convirtió en el rostro publicitario de la edición alemana de Hustler.
Para poder seguir el ritmo de sus colegas más jóvenes a pesar de su edad, se agrandó los senos varias veces a lo largo de su carrera. A finales de la década de 1990, la carrera cinematográfica de Rauch terminó debido a su adicción a la cocaína y un intento de suicidio en septiembre de 1997. En 2005 interpretó un papel secundario en la comedia Der Prinz aus Wanne-Eickel.
A principios de 2006, Sibylle Rauch comenzó a trabajar para un burdel en Klagenfurt (Austria), que abandonó poco después de comenzar 2007 debido a una acusación de violación que había expresado contra un cliente. Rauch trabajó como prostituta en Viena además de realizar apariciones en ferias eróticas. En 2018 volvió a aparecer en público como invitada en el Baile de la Ópera después de mucho tiempo. En el documental Eskimo Limon: Eis am Stiel - Von Winners and Losers (2018) se demostró que todavía estaba trabajando en un burdel austríaco.
En enero de 2019, participó en la decimotercera temporada del programa Ich bin ein Star – Holt mich hier raus!, quedando en undécimo lugar. Ese mismo año se la vio en el programa de cocina The Perfect Celebrity Dinner. En el mes de marzo, Rauch declaró que tenía que volver a la prostitución por falta de dinero.
En 2001 se filmó la serie televisiva de dos partes The Sinful Girl, que está inspirada en la historia de vida de Sibylle Rauch. Su papel fue interpretado por Anna Loos.
Retirada en el año 2000, tras dos décadas en la industria, llegó a grabar un total de 43 películas como actriz.